# Bukvica
Bukvica je naselje u općini Kalinovik, Republika Srpska, BiH.

## Stanovništvo
Nacionalni sastav stanovništva 1991. godine, bio je sljedeći:
ukupno: 51
- Bošnjaci - 46 (90,19%)
- Srbi - 5 (9,80%)